# Aventure dans la baie d'or
Pour plus de détails, voir Fiche technique et Distribution.
Aventure dans la baie d'or (Dobrodružstvi na Zlaté zátoce) est un film tchèque réalisé par Břetislav Pojar en 1955.

## Synopsis
Âgé de douze ans, Jirka, un orphelin, passe son enfance à la campagne chez son grand-père qui, sous sa rudesse apparente, aime profondément son petit-fils. Celui-ci passe beaucoup de son temps dans la nature luxuriante au milieu de laquelle ils habitent. Dans la rivière, la Přivoznik, à l'eau limpide qui coule non loin de leur maisonnette, Jirka trompe sa solitude en pêchant et en observant les poissons, et surtout un qu'il appelle en cognant une pierre sur un rocher pour lui donner à manger avec la main. Mais ce dernier est menacé par un énorme brochet que le jeune garçon décide de capturer. Tout d'abord ses camarades du village se moquent de lui car cela n'est pas simple : il va casser sa ligne, se fâcher avec son grand-père, se réfugier chez son oncle qui est bûcheron dans une forêt voisine. Mais le moment venu, son grand-père va lui prêter une autre ligne pour capturer le gros prédateur et ses camarades seront là pour l'aider.

## Fiche technique

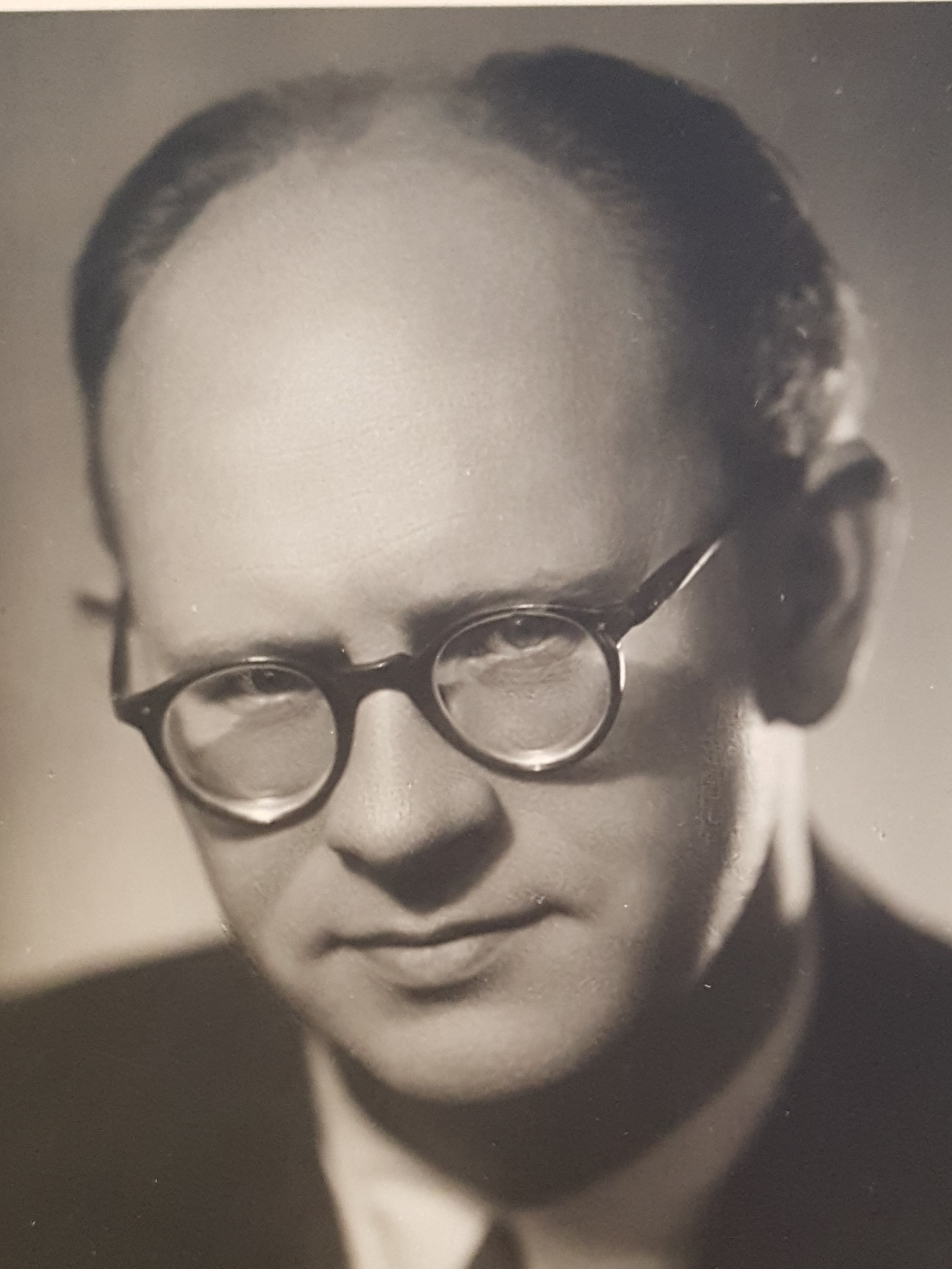
Vladimír Pazourek

- Titre : Aventure dans la baie d'or.
- Réalisation : Břetislav Pojar
- Assistant réalisateur : Bohumil Brejcha et Ladislav Helge
- Scénario : Ladislav Helge, Břetislav Pojar et Vladimir Pazourek d'après sa nouvelle
- Photographie : Jan Kališ (en)
- Son : Jiři Pavlik
- Montage : Jan Kohout
- Direction artistique : Jaroslav Krska
- Superviseur artistique : Jiří Trnka
- Artiste : František Rieger
- Décors : Jaroslav Krška
- Costumes : Eva Lackingerová
- Musique : Miloš Vacek (cs) et Filmový Symfonický Orchestr
- Maquillage : Otakar Košt'ál et Karel Vit
- Production : Jan Klement, Jiři Hartman
- Société de production : Studio Detského Filmu
- Pays d'origine: Tchécoslovaquie
- Format : Noir et blanc - 35 mm - 1,37:1 -
- Genre : Aventure
- Durée : 69 minutes
- Date de sortie :
  -  Tchécoslovaquie 9 août 1955

## Distribution
Des précisions ont été apportées par le site
- František Bohdal (cs)
- Karel Bohdal : un ami de Jiřik
- Ilja Černohorský : Jiřik Horák.
- Václav Halama (cs)
- Vladimir Hlavatý (cs) : le passeur, grand-père de Jiřik
- Zdenek Hödr : un pêcheur près du traversier.
- Karel Hruška (cs) : un ami de Jiřik
- Jarina Rejšková : Mařenka, l'amie de Jiřik
- Zdeněk Sedláček : un ami de Jiřik
- T. Štindl : un ami de Jiřik
- V. Štindl : un ami de Jiřik
- Ladislav Struna (cs) : Jacub, le bûcheron

## Autour du film
- Les extérieurs du film ont été tournés du mois d'août au mois de novembre près de la ville de Český Krumlov et les scènes où les enfants pénètrent dans l'eau ont été filmées à Bechyně Lužnice.
- Le site[2] juxtapose de nombreuses photographies permettant de comparaître les lieux tels qu'ils étaient dans le film au moment du tournage, en 1955, et tels qu'on peut les découvrir aujourd'hui, 67 ans après.
- Beaucoup de témoignages ou de souvenirs du tournage se trouvent sur le site[3].
- On peut le visionner en langue tchèque sur le site [4]